# Magnus (film 2016)
Magnus è un documentario del 2016 diretto da Benjamin Ree che racconta gli anni giovanili dello scacchista Magnus Carlsen, il suo diventare Grande Maestro a 13 anni e la sua conquista del Campionato del mondo nel 2013.

## Accoglienza
Sull'aggregatore Rotten Tomatoes il film riceve il 81% delle recensioni professionali positive su 26 critiche, voto medio di 6,2 su 10 mentre su Metacritic ottiene un punteggio di 52 su 100 basato su 12 critiche.